# Slimane Kahia
 (février 2021).
Si vous disposez d'ouvrages ou d'articles de référence ou si vous connaissez des sites web de qualité traitant du thème abordé ici, merci de compléter l'article en donnant les références utiles à sa vérifiabilité et en les liant à la section « Notes et références ».
Slimane Kahia, mort le 4 décembre 1838 à Tunis, est un ministre et général tunisien d'origine caucasienne ou de Crimée.

## Biographie

### Agha à Béja
Jeune mamelouk, il est introduit au palais du Bardo pour y être élevé dans la langue et la religion du pays et recevoir une instruction militaire. Une fois sa majorité atteinte, il est envoyé au nord-ouest du pays comme agha de l'odjak de Béja (commandant de la garnison militaire). En 1807, il porte secours à l'armée d'Hammouda Pacha à Constantine, en Algérie, devenant le principal acteur de sa victoire sur les troupes du dey d'Alger sur les bords de l'oued Serrat. Par cette action, Hammouda Pacha sécurise la frontière et met fin au ingérences algéroises dans les affaires tunisiennes.

### Proximité du souverain
L'agha Slimane est alors promu kahia du bey du camp, général qui commande l'expédition militaire bisannuelle chargée de lever les impôts et de rendre la justice parmi les tribus de l'arrière-pays. Il passe huit ans au sein de cette fonction avant de passer au service du prince Mahmoud, devenu bey après avoir fait assassiner son cousin Osman Bey. Le nouveau souverain lui donne sa fille, la princesse Lalla Aziza bent Mahmoud Pacha Bey, en mariage. Leurs noces sont célébrées dans l'un des plus beaux palais de la médina de Tunis qu'il rachète et fait reconstruire pour l'occasion, l'actuel Dar Ben Abdallah.

### Répression des janissaires
En avril 1816, il sauve de justesse le trône husseinite en réprimant un ultime soulèvement de la milice turque de Tunis ; les soldats turcs s'étaient révoltés contre la distance que prenait la régence de Tunis avec l'Empire ottoman et les multiples traités et concessions accordés aux nations européennes. De plus, les beys husseinites s'appuyaient de plus en plus sur les régiments tribaux autochtones, ce qui ne manqua pas de susciter la jalousie et la méfiance des soldats turcs. C'est justement ces contingents de cavalerie, dits « makhzéniens » (au service de l'État ou makhzen), que Slimane Kahia utilise pour réprimer les janissaires, le 30 avril 1816. Il sollicite aussi les kouloughlis locaux, descendants de Turcs, et les quelques janissaires demeurés fidèles aux Husseinites. Beaucoup de soldats sont massacrés, mais la plupart se retirent à La Goulette où ils réquisitionnent des navires et embarquent pour le Levant.

### Ministre de la Guerre
En rétribution, le bey le nomme commandant en chef de l'armée beylicale tunisienne, poste qui s'apparente plus à celui de ministre de la Guerre, et qu'il cumule avec celui de caïd des tribus des Ouled Amdoun et des Ouled Bou Salem. Il est aidé dans cette tache par ses deux fils dont l'un lui succède à la tête de la garnison de Béja. Lorsque le fils de Mahmoud, Hussein II Bey, accède au trône en 1825, le pouvoir de Kahia, son âge et son ascendant sur le nouveau souverain font qu'il éclipse souvent Hussein Khodja, son principal ministre. Il entame les réformes militaires pour remplacer la milice turque, réformes qui sont concrétisées plus tardivement par Chakir Saheb Ettabaâ et Moustapha Agha, son successeur à la tête de l'armée tunisienne.
Devenue âgé, il se retire progressivement des affaires dans sa propriété de La Marsa, un an avant son décès. Mort le 4 décembre 1838, il est inhumé en présence du souverain, Ahmed Ier Bey, dans la salle des ministres du Tourbet El Bey.

## Hommages
Dar Ben Abdallah est aussi appelé Dar Kahia en son honneur. Le palais Slimane Kahia, au milieu d'un verger à La Manouba, banlieue ouest de Tunis, se situe dans le quartier qui porte son nom. Une station de la ligne 4 du métro léger de Tunis porte aussi son nom.